# Азиатски дългоопашат лалугер
Азиатският дългоопашат лалугер (Urocitellus undulatus) е вид дребен бозайник от семейство Катерицови (Sciuridae).

## Разпространение и местообитание
Видът е разпространен в степите и лесостепите на Джунгария, Монголия и Южен и Източен Сибир.